# Вулиця Петропавлівська (Суми)
Вулиця Петропавлівська — одна з великих, містотвірних історичних вулиць міста Суми, названа на честь Петропавлівської церкви.
Розташована в Зарічному районі міста. Пролягає від центральної (однієї з двох) Покровської площі (колишня Червона) до Центрального міського кладовища. По ходу (у бік Центрального кладовища) перетинається з вулицями Маґістратською, Перекопською, Олександра Аніщенка, Олексія Береста, Богдана Хмельницького, Сумської артбригади.
Між вулицями Олексія Береста й Богдана Хмельницького, від Петропавлівської вулиці відходять ліворуч вулиці Олександра Олеся й Волонтерська.

## З історії
Вулиця Петропавлівська пролягає від Покровської площі, у південному напрямку, до старого Перекопського району. До Жовтневої революції вона переходила в Петропавлівський вигін, на якому влаштовувалися огляди-паради місцевого кадетського корпусу. Забудова тут була практично відсутня, а проїжджа дорога була відзначена двома липовими алеями, посадженими, за твердженням старожилів, наприкінці XIX століття в пам'ять про трагічно загиблу дочку Павла Івановича й Віри Андріївни Харитоненків — Зінаїду.

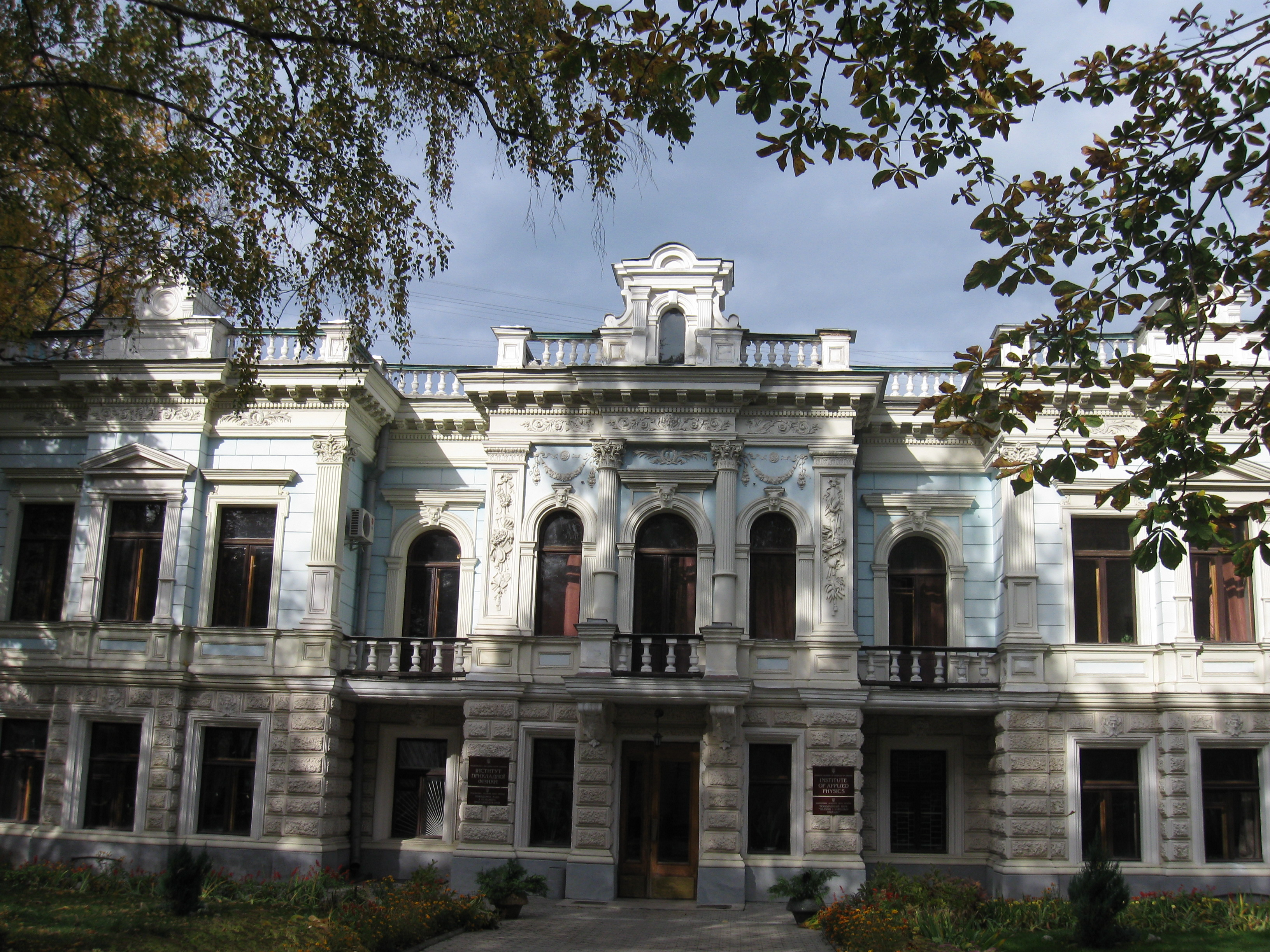
Садиба Суханових-Сумовських (нині Інститут прикладної фізики НАН України)

Найвизначнішою і повно збереженою до наших днів історико-архітектурною пам'яткою на вулиці є міська садиба Суханових-Сумовських. Вона складається з побудованого вздовж червоної лінії вулиці одноповерхового конторського приміщення купців-промисловців Суханових, розташованого всередині двору двоповерхового житлового будинку, що нагадує невеликий палац, і будівель господарського призначення. Будинок, флігель і огорожа виконані в псевдостильових ренесансно-барокових формах. Остання власниця садиби Олена Августівна Сумовська, вдова інженера-шляховика, перед революцією була власницею автомобільного парку, де можна було орендувати для поїздок по місту і повіту автомобілі, які щойно увійшли в моду. У цьому будинку сином Сумовської, київським збирачем Оскаром Германовичем Гансеном, під час Першої світової війни була захована колекція декоративно-вжиткового мистецтва, що стала основою зібрання Сумського художнього музею. Нині в приміщенні садиби (№ 58) розміщений Інститут прикладної фізики НАН України.
На протилежному боці вулиці в 1914—17 роках, за проєктом архітектора Василя Агатоновича Пруссакова, у стилі неокласицизму була зведена монументальна будівля Окружного суду. Необхідність його розширення була пов'язана зі збільшенням штату після переведення Сумського окружного суду з IV у більш високий ІІІ розряд у 1891 році за активною участю І. Г. Харитоненка.
На розі сучасних вулиць Петропавлівської та Магістратської після Другої Світової війни в архітектурних формах радянського (т.зв. «сталінського») класицизму був побудований житловий будинок. У двоповерховому будинку, що примикає до нього, з 1913 року діяла приватна чоловіча гімназія Миколи Ілліча Ізмайлова, заснована в Сумах у 1907 році.
На розі Петропавлівської і Думської вулиць (нині провулок Академічний) до 1980-х років стояв будинок, акцентований пожежною каланчею, свого часу відкуплений у Миколи Дмитровича Кондратьєва, нащадка засновника Сум, і пристосований для потреб Міської думи, Окружного суду і пожежної частини. На його місці в 2002 році в ретроспективних архітектурних формах був зведений Головний корпус Української академії банківської справи.
На колишній території садиби Кондратьєвих розташований також будинок обласної філармонії, колишнього Громадського зібрання, фасад якого виліплений у ренесансно-барокових псевдостильових формах. Приміщення використовували не тільки за своїм прямим призначенням — для з'їздів дворян і промисловців, але й для проведення оперних вистав, концертів музикантів і вокалістів. У 1916 році, зі зростанням популярності кіно, у залі Громадського зібрання почали показувати кінофільми. Комфортні умови дозволили організаторам дати цьому кінотеатру коротку, але влучну назву «Люкс».
На перетині нинішніх вулиць Петропавлівської і колишньої Реальної була розташована садиба реального училища, заснованого в Сумах у 1873 році. Його історія також пов'язана з ім'ям Івана Харитоненка. Він позичив місту 10 тис. руб., яких бракувало для будівництва училища, а 1882 року влаштував у ньому своїм коштом домову церкву в ім'я святого Олександра Невського. У 1893 році в училищі була заснована стипендія імени Івана Герасимовича Харитоненка. Про його благодійні справи згадує у своєму автобіографічному оповіданні «Як я був актором» російський класик О. І. Купрін:

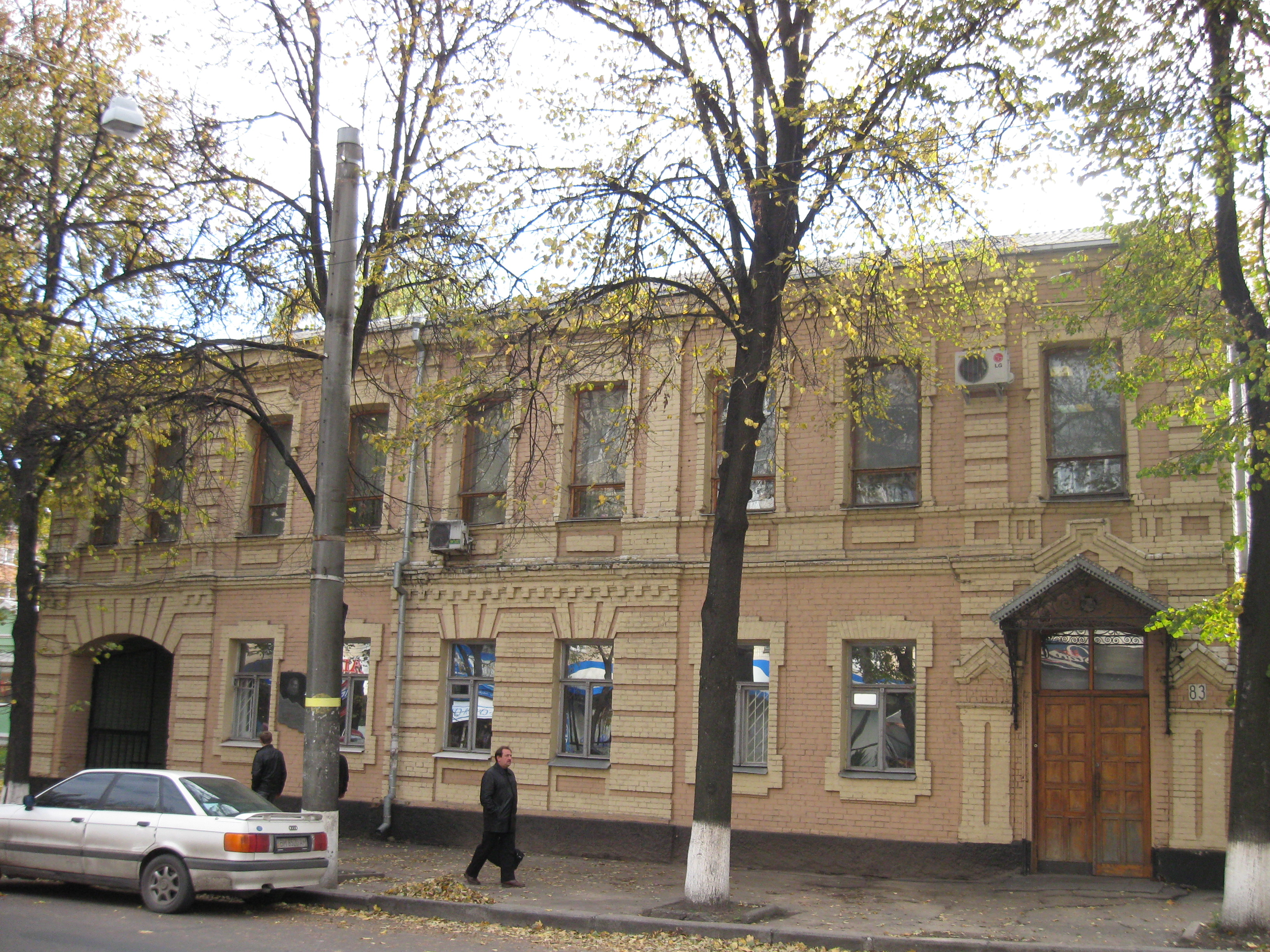
Будинок № 83, де періодично (1893—1917) жив Олександр Олесь

|  | «...місто з його Думою і реальним училищем, а також сквер і театр, і бруківка на головній вулиці — усе це існує завдяки щедротам місцевого мільйонера і цукрозаводчика Харитоненка». |

У будинку № 83 за вулицею Петропавлівською від 1893 року і до смерти (1929) мешкала Олександра Василівна Кандиба, мати відомого українського поета, уродженця Сумщини Олександра Олеся. Олександр Іванович періодично жив у цьому будинку до своєї еміграції в 1919 році, про що нагадує встановлена на фасаді будинку меморіальна дошка.
Із житлових особняків, що збереглися на Петропавлівській вулиці, — будинок банкіра Чурилова (№ 91). Його дружина Наталія Олексіївна була випускницею Петербурзької консерваторії за класом фортепіано й у 1916 році відкрила в себе приватну музичну школу, яка завдяки активності викладачів стала разом із Громадським зібранням і театром центром музичного життя міста.
Будинок полковника Маринича (№ 105, нині обласна медична бібліотека) є одним з найкращих зразків архітектурного стилю модерн, у якому починаючи з 1890-х років у місті було побудовано декілька споруд.
Єдине в районі вулиці Петропавлівської промислове підприємство — Сумський лікеро-горілчаний завод (нині ТОВ «Горобина») — було засноване в 1897 році і належало відомому в місті купцю — Прокофію Семеновичу Гриненку.

## Транспорт
тролейбус: № 3, 4, 8, 10, 11, 14, 16.
У буд. № 76 розташовані каси попереднього продажу авіаційних квитків.

## Об'єкти
На вулиці Петропавлівській розташована низка провідних сумських освітніх і культурних закладів, єдине лікеро-горілчане підприємство області:

Сумський лікеро-горілчаний завод

- буд. № 51 — Обласна дитяча бібліотека ім. М. Островського;
- буд. № 57 — Українська академія банківської справи Національного банку України;
- буд. № 58 — Інститут прикладної фізики НАН України;
- буд. № 62/1 — редакція газети «Данкор»;
- буд. № 63 — Сумська обласна філармонія;
- буд. № 105 — Обласна медична бібліотека;
- буд. № 108 — Сумський будівельний коледж;
- буд. № 121 — Сумський лікеро-горілчаний завод (ТОВ «Горобина»);
- буд. № 125 — Сумська обласна державна телерадіокомпанія;

На початку вулиці з боку Центрального кладовища розташована Липова алея, закладена в 1890-х роках, що є ботанічною пам'яткою природи й історико-природною пам'яткою місцевого значення, й у сумській місцевій культурній акції «Сім чудес міста Суми» була одним з номінантів.
На самому Сумському центральному кладовищі розташовані Петропавлівська церква, біля неї родове поховання Харитоненків (міських покровителів), братська могила радянських воїнів, скульптурна група «Борцям за радянську владу».

## Меморіальні дошки
Будинок 109 — пам'яті Дяченка Володимира Миколайовича, місцевого фотохудожника, фотокореспондента, керівника фотогуртка «Горизонт».

## Галерея

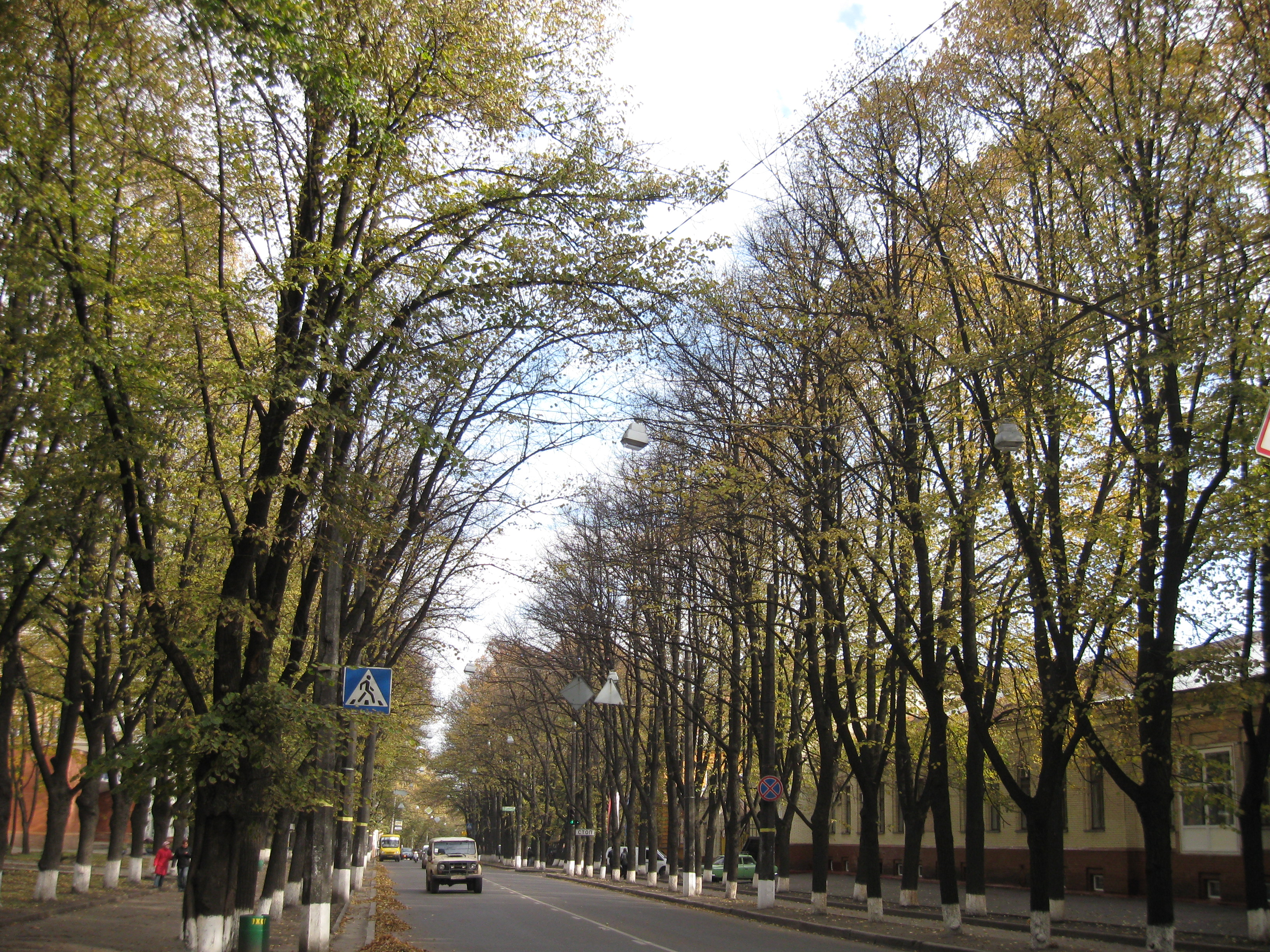
Липова алея на Петропавлівській.
Українська академія банківської справи Національного банку України
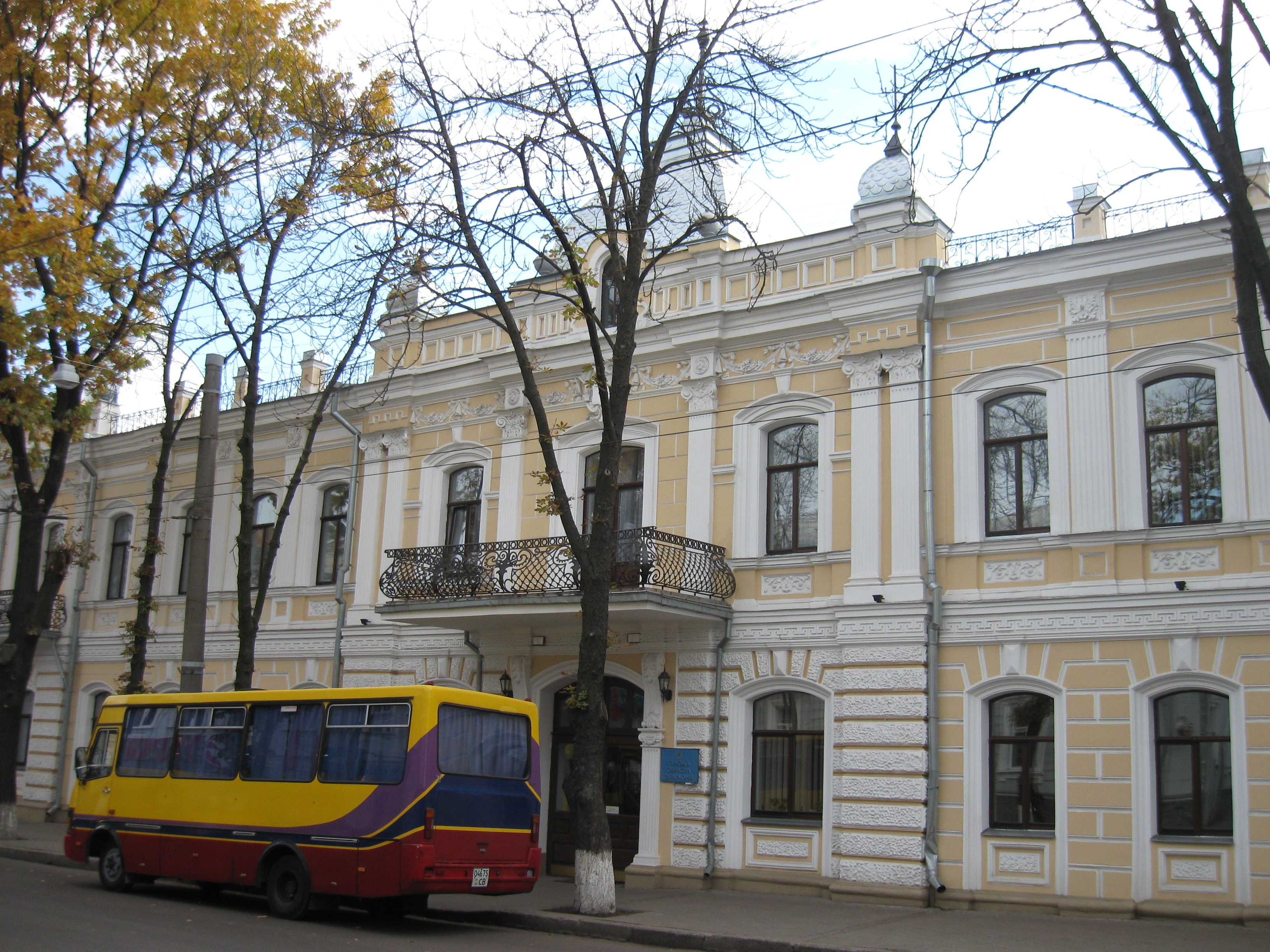
Сумська філармонія
Сумська ОДТРК

## Виноски
1. ↑  Сім чудес міста Суми [Архівовано 15 червня 2011 у Wayback Machine.] на Сумська міська централізована бібілотечна система [Архівовано 13 червня 2011 у Wayback Machine.]